# Álbuns número um na Billboard 200 em 2021

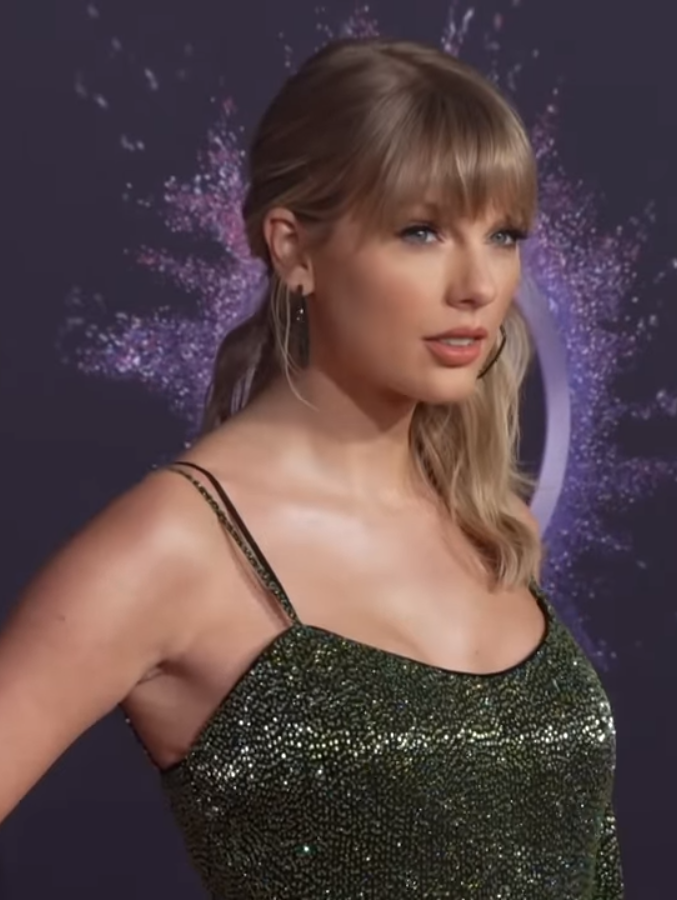
Taylor Swift liderou a tabela por seis semanas no total, com três álbuns distintos: o inédito Evermore, e as regravações Fearless (Taylor's Version) e Red (Taylor's Version).

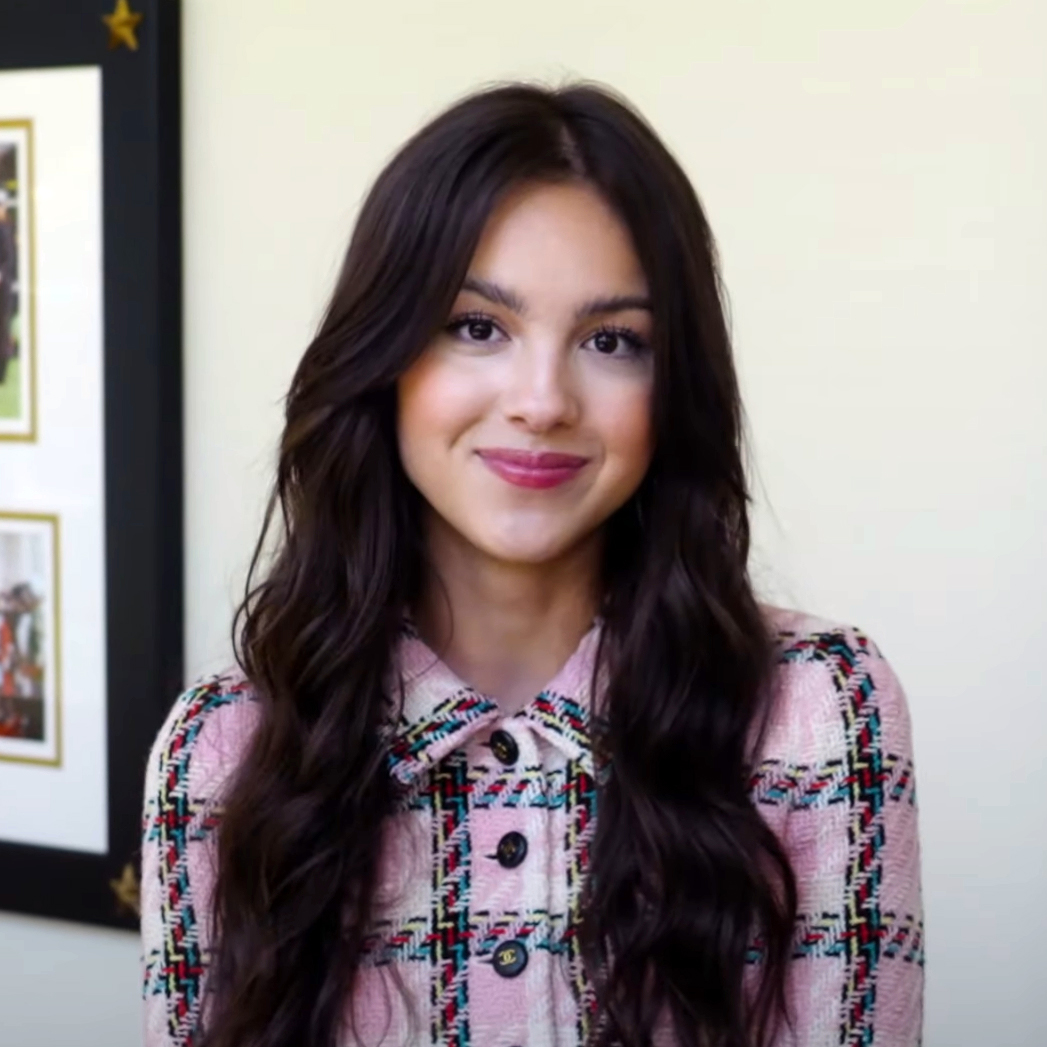
O álbum de estreia de Olivia Rodrigo, Sour, permaneceu por 5 semanas na liderança, sendo essa a melhor marca do ano entre álbuns de artistas femininas.

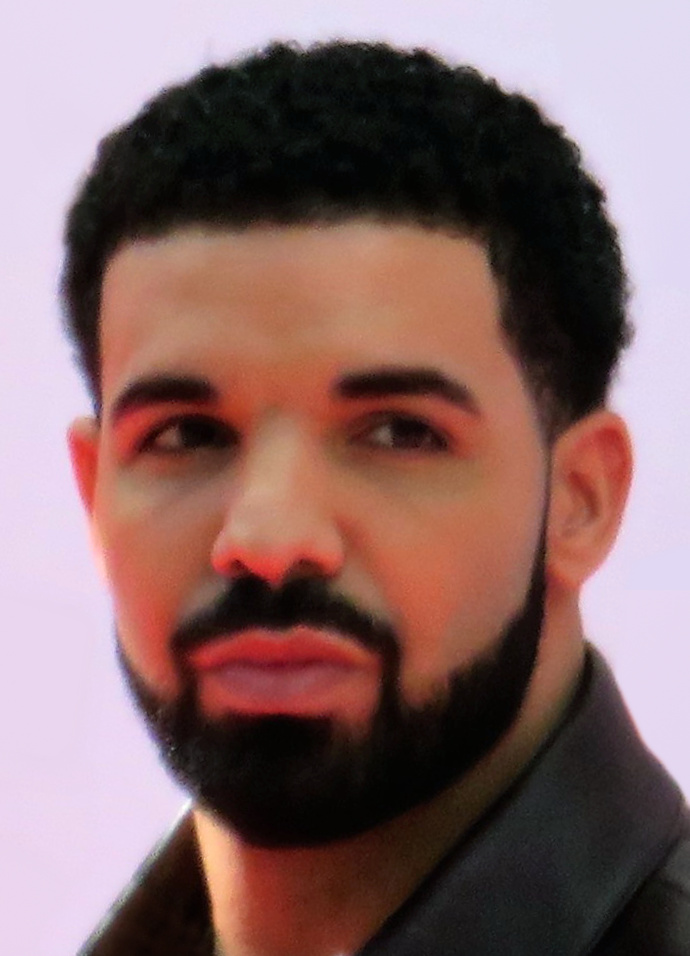
Drake liderou por cinco semanas não-consecutivas com Certified Lover Boy.

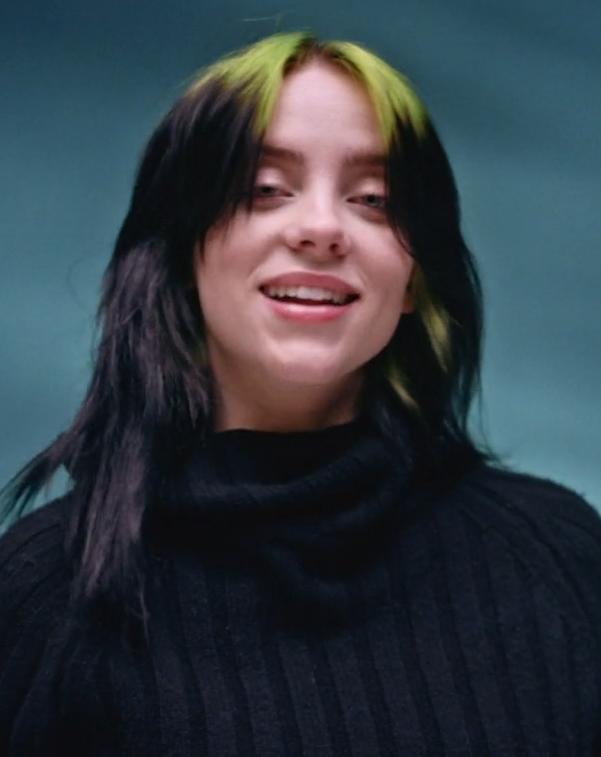
Happier Than Ever, de Billie Eilish, conquistou o topo da tabela musical por três semanas consecutivas.

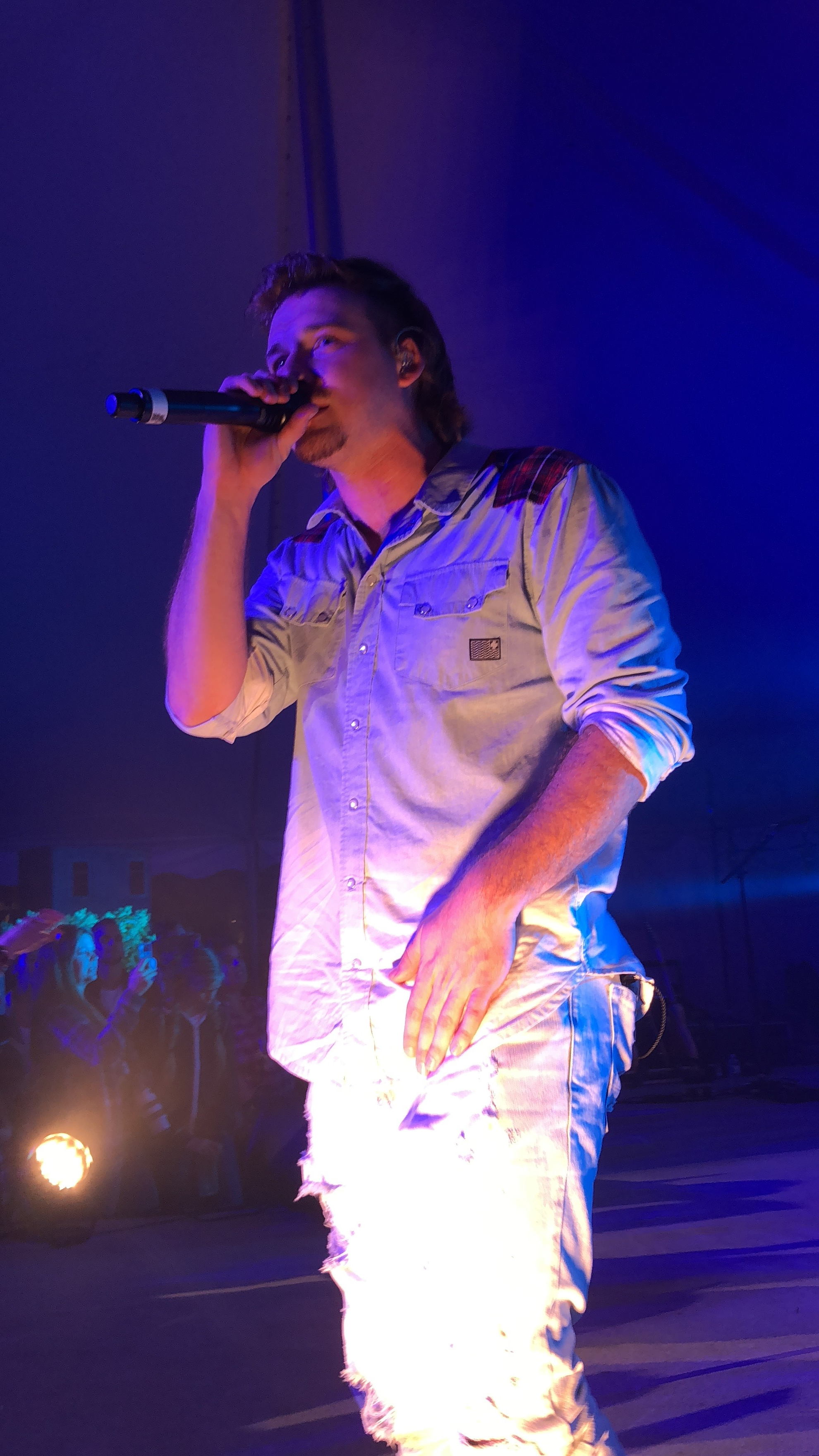
Dangerous: The Double Album, de Morgan Wallen, se tornou o primeiro álbum desde 1987 a liderar durante suas dez primeiras semanas de lançamento.

Esta é uma lista dos álbuns classificados como número um nos Estados Unidos em 2021. Os álbuns e EPs de melhor desempenho nos Estados Unidos estão classificados na parada da Billboard 200, publicada pela revista Billboard. Os dados são compilados pela Nielsen SoundScan com base nas vendas físicas e digitais semanais de cada álbum, bem como na contagem de streamings sob demanda e nas vendas digitais de suas faixas individuais.
A cantora e compositora estadunidense Taylor Swift atingiu o primeiro lugar com três lançamentos diferentes, sendo eles seu nono álbum de estúdio Evermore e as regravações Fearless (Taylor's Version) e Red (Taylor's Version). Este último obteve a terceira melhor semana de vendas do ano, com 605 mil cópias. Olivia Rodrigo, protagonista de High School Musical: The Musical: The Series, iniciou sua carreira solo com o álbum Sour, e permaneceu 5 semanas não-consecutivas no topo da tabela.
O astro country Morgan Wallen obteve o melhor desempenho em vendas do ano, e seu álbum Dangerous: The Double Album foi o primeiro desde Whitney, por Whitney Houston, em 1987, a ficar no primeiro lugar durante suas dez primeiras semanas de lançamento. O rapper canadense Drake conquistou a segunda melhor semana de vendas do ano com Certified Lover Boy. O também canadense Justin Bieber liderou por duas semanas com seu sexto álbum de estúdio, intitulado Justice.
Happier Than Ever, o segundo álbum de estúdio de Billie Eilish, ficou no topo da tabela por três semanas consecutivas. O ano ainda teve na liderança artistas como Ed Sheeran, com =; Kanye West, com Donda; Tyler, the Creator com Call Me If You Get Lost e Summer Walker, com Still Over It.
Mas a melhor semana de vendas do ano ficou com a cantora e compositora britânica Adele e seu quarto álbum de estúdio, 30. Após uma longa pausa na carreira, a artista retornou à liderança da parada norte-americana com 839 mil cópias comercializadas em uma semana, sendo essa a melhor estreia de um álbum desde Folklore, de Taylor Swift, que estreou com 846 mil cópias no ano anterior.

## Histórico
| † | Indica o álbum com melhor desempenho em 2021. |

| Data            | Álbum                         | Artista(s)                   | Vendas  | Ref.   |
| --------------- | ----------------------------- | ---------------------------- | ------- | ------ |
| 2 de janeiro    | Evermore                      | Taylor Swift                 | 169 mil | [ 2 ]  |
| 9 de janeiro    | Whole Lotta Red               | Playboi Carti                | 100 mil | [ 3 ]  |
| 16 de janeiro   | Evermore                      | Taylor Swift                 | 56 mil  | [ 4 ]  |
| 23 de janeiro   | Dangerous: The Double Album † | Morgan Wallen                | 265 mil | [ 5 ]  |
| 30 de janeiro   | Dangerous: The Double Album † | Morgan Wallen                | 159 mil | [ 6 ]  |
| 6 de fevereiro  | Dangerous: The Double Album † | Morgan Wallen                | 130 mil | [ 7 ]  |
| 13 de fevereiro | Dangerous: The Double Album † | Morgan Wallen                | 149 mil | [ 8 ]  |
| 20 de fevereiro | Dangerous: The Double Album † | Morgan Wallen                | 150 mil | [ 9 ]  |
| 27 de fevereiro | Dangerous: The Double Album † | Morgan Wallen                | 93 mil  | [ 10 ] |
| 6 de março      | Dangerous: The Double Album † | Morgan Wallen                | 89 mil  | [ 11 ] |
| 13 de março     | Dangerous: The Double Album † | Morgan Wallen                | 82 mil  | [ 12 ] |
| 20 de março     | Dangerous: The Double Album † | Morgan Wallen                | 78 mil  | [ 13 ] |
| 27 de março     | Dangerous: The Double Album † | Morgan Wallen                | 69 mil  | [ 14 ] |
| 3 de abril      | Justice                       | Justin Bieber                | 154 mil | [ 15 ] |
| 10 de abril     | SoulFly                       | Rod Wave                     | 130 mil | [ 16 ] |
| 17 de abril     | Justice                       | Justin Bieber                | 75 mil  | [ 17 ] |
| 24 de abril     | Fearless (Taylor's Version)   | Taylor Swift                 | 291 mil | [ 18 ] |
| 1 de maio       | Slime Language 2              | Young Thug & Varios artistas | 113 mil | [ 19 ] |
| 8 de maio       | A Gangsta's Pain              | Moneybagg Yo                 | 110 mil | [ 20 ] |
| 15 de maio      | Khaled Khaled                 | DJ Khaled                    | 94 mil  | [ 21 ] |
| 22 de maio      | A Gangsta's Pain              | Moneybagg Yo                 | 61 mil  | [ 22 ] |
| 29 de maio      | The Off-Season                | J. Cole                      | 282 mil | [ 23 ] |
| 5 de junho      | Sour                          | Olivia Rodrigo               | 295 mil | [ 24 ] |
| 12 de junho     | Evermore                      | Taylor Swift                 | 202 mil | [ 25 ] |
| 19 de junho     | The Voice of the Heroes       | Lil Baby e Lil Durk          | 150 mil | [ 26 ] |
| 26 de junho     | Hall Of Fame                  | Polo G                       | 143 mil | [ 27 ] |
| 3 de julho      | Sour                          | Olivia Rodrigo               | 105 mil | [ 28 ] |
| 10 de julho     | Call Me If You Get Lost       | Tyler, The Creator           | 169 mil | [ 29 ] |
| 17 de julho     | Sour                          | Olivia Rodrigo               | 88 mil  | [ 30 ] |
| 24 de julho     | Sour                          | Olivia Rodrigo               | 83 mil  | [ 31 ] |
| 31 de julho     | Faith                         | Pop Smoke                    | 88 mil  | [ 32 ] |
| 7 de agosto     | F*ck Love                     | The Kid Laroi                | 85 mil  | [ 33 ] |
| 14 de agosto    | Happier Than Ever             | Billie Eilish                | 238 mil | [ 34 ] |
| 21 de agosto    | Happier Than Ever             | Billie Eilish                | 85 mil  | [ 35 ] |
| 28 de agosto    | Happier Than Ever             | Billie Eilish                | 60 mil  | [ 36 ] |
| 4 de setembro   | Sour                          | Olivia Rodrigo               | 133 mil | [ 37 ] |
| 11 de setembro  | Donda                         | Kanye West                   | 309 mil | [ 38 ] |
| 18 de setembro  | Certified Lover Boy           | Drake                        | 613 mil | [ 39 ] |
| 25 de setembro  | Certified Lover Boy           | Drake                        | 236 mil | [ 40 ] |
| 2 de outubro    | Certified Lover Boy           | Drake                        | 171 mil | [ 41 ] |
| 9 de outubro    | Sincerely, Kentrell           | YoungBoy Never Broke Again   | 137 mil | [ 42 ] |
| 16 de outubro   | Fearless (Taylor's Version)   | Taylor Swift                 | 152 mil | [ 43 ] |
| 23 de outubro   | Certified Lover Boy           | Drake                        | 94 mil  | [ 44 ] |
| 30 de outubro   | Punk                          | Young Thug                   | 90 mil  | [ 45 ] |
| 6 de novembro   | Certified Lover Boy           | Drake                        | 74 mil  | [ 46 ] |
| 13 de novembro  | = (Equals)                    | Ed Sheeran                   | 118 mil | [ 47 ] |
| 20 de novembro  | Still Over It                 | Summer Walker                | 166 mil | [ 48 ] |
| 27 de novembro  | Red (Taylor's Version)        | Taylor Swift                 | 605 mil | [ 49 ] |
| 4 de dezembro   | 30                            | Adele                        | 839 mil | [ 50 ] |
| 11 de dezembro  | 30                            | Adele                        | 288 mil | [ 51 ] |
| 18 de dezembro  | 30                            | Adele                        | 193 mil | [ 52 ] |
| 25 de dezembro  | 30                            | Adele                        | 183 mil | [ 53 ] |